# Joaquim Maurín i Julià

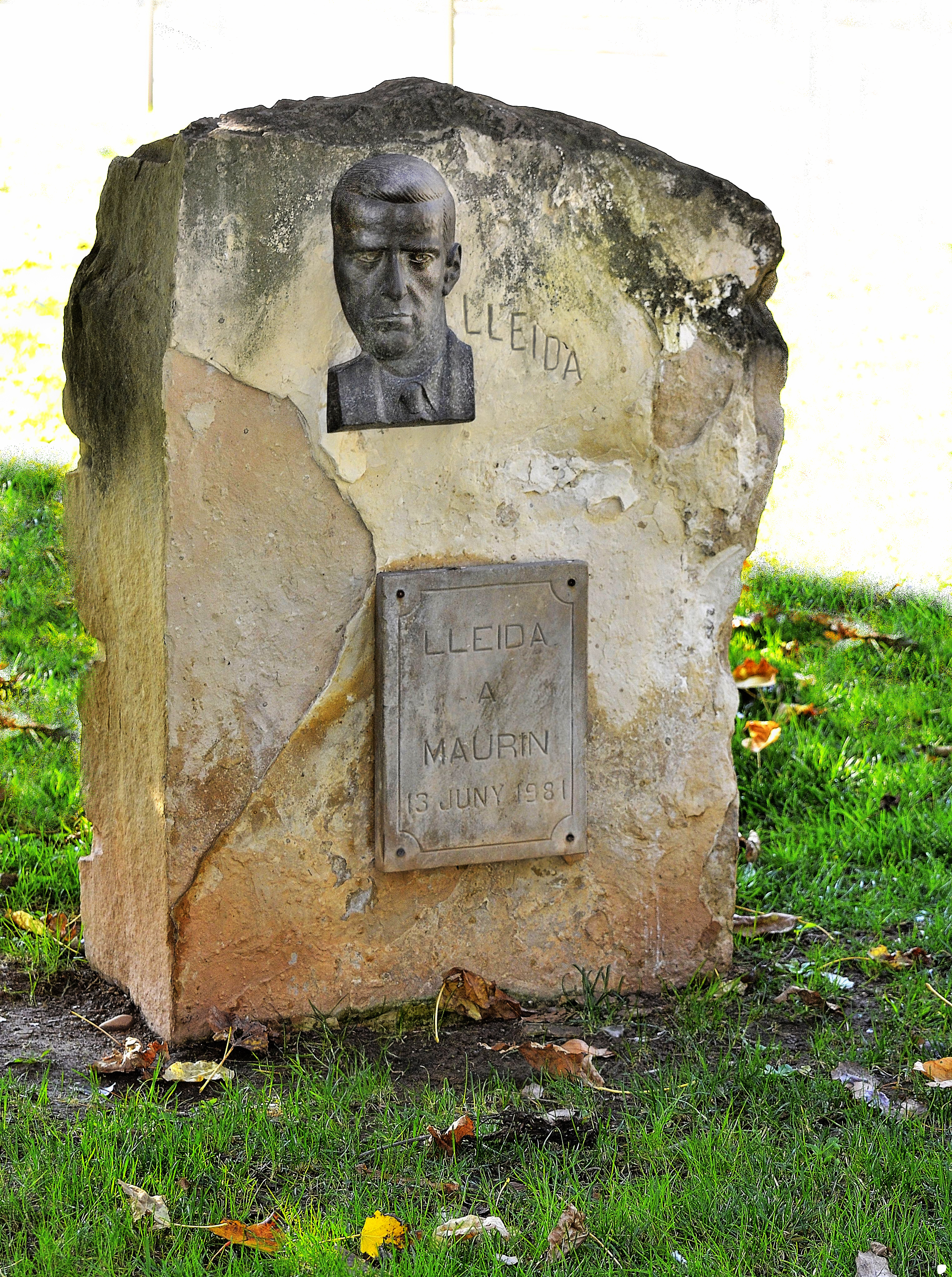
Monòlit a Joaquim Maurín als Camps Elisis de Lleida

Joaquim Maurín i Julià   (Bonansa, 12 de gener de 1896 - Nova York, 5 de novembre de 1973) fou un polític comunista català.

## Biografia
Estudià magisteri a Osca i hi exercí de mestre. Va ser membre de la Joventut Republicana de Lleida almenys fins al 1919, quan va haver de marxar a fer el servei militar. Amb aquest motiu, Antoni Puch i Ferrer, director del diari L'Ideal, on Maurín havia col·laborat, li va dedicar una semblança.

### Afiliació a la CNT
S'afilià a la CNT i fundà amb Pere Bonet i Víctor Colomer el setmanari Lucha Social (1919), des d'on mostrà simpaties per la revolució bolxevic. En el ple de la CNT d'abril de 1921 aconseguí juntament amb Andreu Nin i Hilari Arlandis, que la CNT s'integrés en la Internacional Sindical Roja (ISR) impulsada per la Tercera Internacional. Mesos més tard, a la CNT s'imposaren les tesis anarquistes.
Fou empresonat el febrer del 1922, i fou un dels organitzadors dels Comitès Sindicalistes Revolucionaris, com a corrent bolxevic dins la CNT. Des d'aquest corrent fundà La Batalla, el desembre de 1922, com a òrgan de difusió de la teoria i pràctica comunistes.

### De la Federació Comunista Catalanobalear fins a la creació del POUM
El 1924 fundà la Federació Comunista Catalanobalear (FCCB), que agrupava els comunistes de Catalunya i de les Illes Balears. Aquesta s'integrà al Partit Comunista d'Espanya (PCE).
Aviat mostrà discrepàncies amb la direcció del PCE pel que fa a la qüestió nacional catalana. De nou detingut el 1925, va decidir anar-se'n a París, i fins al 1930 no tornà a Barcelona. Empresonat aquell mateix any, un cop alliberat consumà el trencament de la FCCB amb el PCE.
La FCCB aleshores convergí amb el Partit Comunista Català (PCC) per donar lloc al Bloc Obrer i Camperol (BOC) que es presentava com una organització de masses, de la que Maurín fou elegit president el març del 1931. Des del BOC defensà d'una banda l'aliança del proletariat i els camperols, i de l'altra la convergència política dels grups marxistes. Això es plasmà en l'Aliança Obrera l'estiu de 1934, i amb ella participà en els fets del sis d'octubre del 1934, arran dels quals fou empresonat. Alliberat el 1935, impulsà converses amb les altres forces socialistes del Principat, i aconseguí la confluència amb l'Esquerra Comunista (EC) i la fundació del Partit Obrer d'Unificació Marxista (POUM) del que fou elegit secretari general.
S'integrà en el Front d'Esquerres i fou elegit diputat a les Corts Espanyoles per la circumscripció de Barcelona el febrer del 1936.

### La guerra civil
El començament de la guerra civil espanyola el sorprengué a la Corunya, i va haver de fugir al llarg del territori revoltat cap a Catalunya, però fou detingut a Jaca.
A la zona republicana se'l tingué per mort durant mesos. Ja després de la guerra fou jutjat i condemnat a 30 anys de presó. El 1947 l'indultaren, i marxà a Nova York.

### Exiliat als EUA
El 1949 fundà l'American Literary Agency, que aplegà gran nombre d'escriptors i polítics llatinoamericans i espanyols i esdevingué una de les més prestigioses del món. Les seues relacions amb el president de Costa Rica, Josep Figueres Ferrer, li van permetre de treballar com a funcionari de premsa per a la delegació d'aquell estat a les Nacions Unides (1954-1957).
El 1987 les seves despulles foren traslladades al seu poble natal.

## Obres
- Los hombres de la Dictadura (1930)
- El Bloque Obrero y Campesino (1932)
- La Revolución Española (1932)
- Hacia la Segunda Revolución (1935)